# بيرسي دي فورمز
كان بيرسي جورج دي وورمز (3 نوفمبر 1873 - 2 أبريل 1941) أرستقراطيًا إنجليزيًا وجامعًا للطوابع.

## نشأته وعائلته
وُلِد بيرسي جورج دي وورمز في 3 نوفمبر 1873. كان جده لأبيه هو سليمان بنديكت دي وورمز (1801-1882)، الذي كان يمتلك مزارع كبيرة في سيلان، وقد عُيّن بارونًا وراثيًا للإمبراطورية النمساوية من قِبل فرانتس يوزف الأول ملك النمسا (1830-1916)، وكانت جدتهِ لأبيه هي هنريتا صموئيل. ولقد نشأ في عائلة يهودية.

## المهنة
كان بيرسي جورج يعمل بمنصب محام بالقضاء العالي.

## جمع الطوابع

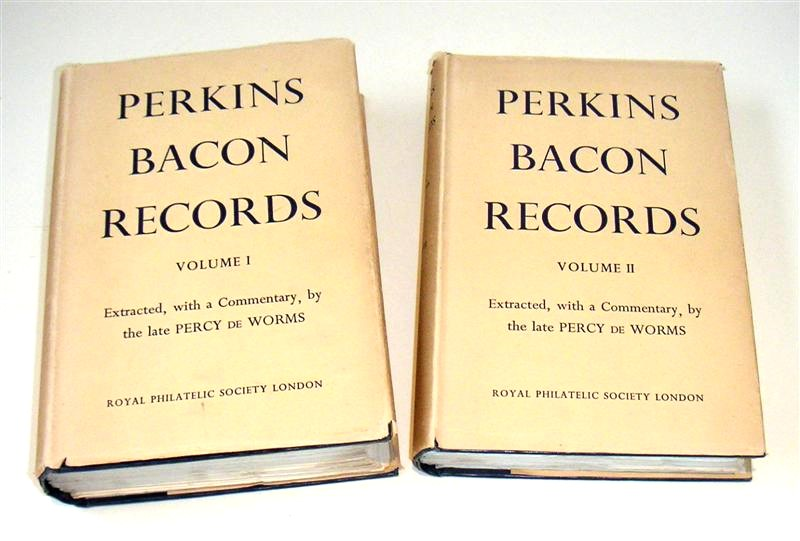
سجلات بيركنز بيكون من تأليف بيرسي دي وورمز

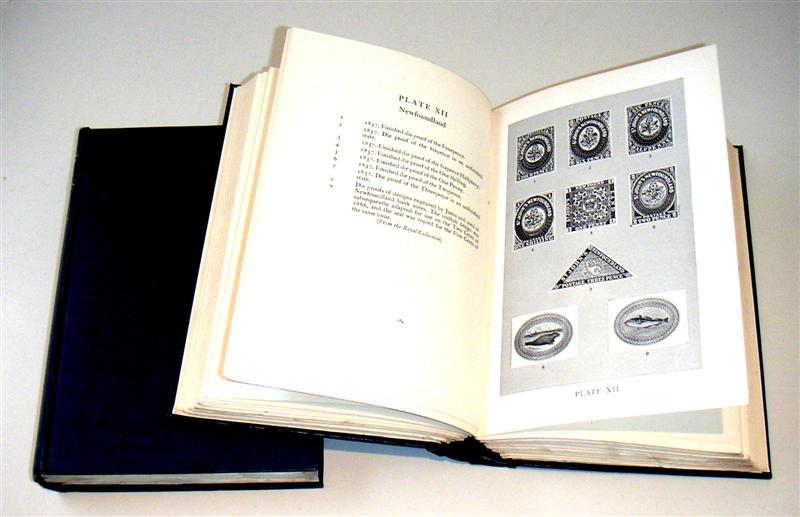
صفحات من سجلات شركة بيركنز وبيكون وشركاه

كان بيرسي جورج عضواً بارزًا في الجمعية الملكية لهواة جمع الطوابع في لندن، حيث كان عضوًا في المجلس ولجنة الخبراء. في عام 1927، فاز بميدالية تابلينج من الجمعية عن بحثه "الرسوم الإضافية المحلية لسيلون 1885" المنشور في مجلة "ذا لندن فيليتليست" والذي اعتُبر الأفضل في ذلك العام. بعد عام، في عام 1928، دُعي للتوقيع على قائمة هواة جمع الطوابع المتميزين. كما شغل منصب أمين المكتبة الفخري هناك بين عامي 1935 و1941.
كان خبيرًا في طوابع سيلان، وهو ما قال السير جون ويلسون إن كل محادثة معهُ في مجال طوابع البريد أدت إليه في النهاية. كانت لعائلة دي وورمز مصالح في مزارع البن في سيلان.
في عام 1935، أغلقت شركة بيركنز بيكون للطباعة، المعروفة بطباعة بيني بلاك والعديد من الإصدارات الأخرى، أبوابها، واستحوذ تشارلز وهاري نيسن وتوماس ألين على سجلاتها. نُقلت السجلات لاحقًا إلى الجمعية الملكية لهواة جمع الطوابع في لندن، وفي يناير 1936، سُلِّمت حوالي خمسين صندوقًا من السجلات إلى الجمعية الملكية. كُلِّف دي وورمز بمهمة مراجعة السجلات للتأكد من قيمتها الطوابعية. اكتملت هذه المهمة عام 1937، واتُّخذ قرار بنشر سجلات القرن التاسع عشر عام 1940. لكن الطبيعة التفصيلية للسجلات، والحرب العالمية الثانية، ووفاة دي وورمز عام 1941، حالت دون ذلك، ولم تُنشر السجلات إلا عام 1953 في عملٍ ذي مرجعية من مجلدين يزيد عدد صفحاته عن 900 صفحة. كان العمل الذي جمعه دي وورمز أحد الدراسات الطوابعية الدقيقة، وفي مقدمة الطبعة المنشورة، علق السير جون ويلسون قائلاً: "ربما لم يكن لدى أي شخص سوى دي وورمز الشجاعة لمحاولة القيام بذلك..."

## حياته الشخصية
تزوج بيرسي من نورا، الابنة الوحيدة للسير هاري سيمون صموئيل عضو البرلمان في 25 يوليو 1900. كان لديهم ابن واحد وابنة واحدة (مواليد 1902).

## وفاته
توفي بيرسي جورج في 2 أبريل 1941.